# Boughton, Nottinghamshire
Boughton är en ort i civil parish Ollerton and Boughton, i distriktet Newark and Sherwood, Storbritannien. Den ligger i grevskapet Nottinghamshire och riksdelen England, i den sydöstra delen av landet, 200 km norr om huvudstaden London. Boughton ligger 39 meter över havet och antalet invånare är 10 120. Boughton var en civil parish fram till 1996 när blev den en del av Ollerton & Boughton. Civil parish hade 1 374 invånare år 1961. Byn nämndes i Domedagsboken (Domesday Book) år 1086, och kallades då Buchetone/Buchetun.
Terrängen runt Boughton är platt. Runt Boughton är det ganska tätbefolkat, med 166 invånare per kvadratkilometer. Närmaste större samhälle är Worksop, 14,7 km nordväst om Boughton. Trakten runt Boughton består till största delen av jordbruksmark.